# Milieu semi-infini

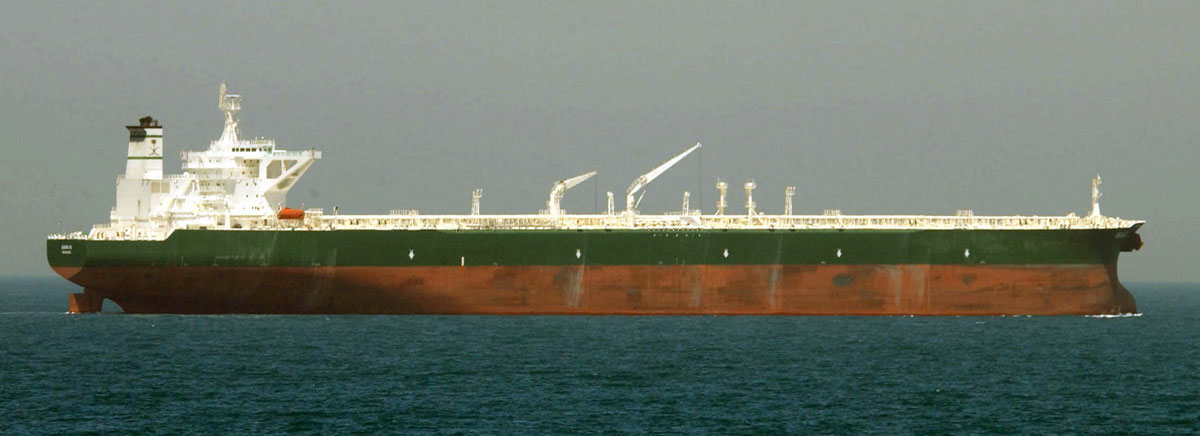
Si l'on cherche à résoudre un problème physique (par exemple vibratoire ou thermique) concernant la coque de ce navire, l'eau et l'air qui le bordent seront considérés comme deux milieux semi-infinis : le plancher océanique et le sommet de l'atmosphère sont bien trop éloignés pour que leur position mérite d'être prise en compte.

En physique, un milieu semi-infini est un milieu hypothétique occupant tout un demi-espace, c'est-à-dire s'étendant à l'infini dans les trois directions mais d'un seul côté d'un plan. Dans un repère orthonormé, il est par exemple défini par x quelconque, y quelconque et {\displaystyle z>0} (ou {\displaystyle z\geq 0}). En général ses propriétés sont supposées ne pas dépendre de x et y.
L'hypothèse d'un milieu semi-infini est une hypothèse simplificatrice utilisée pour la mise en équation et la simulation numérique de nombreux problèmes physiques. Il s'agit en réalité de faire l'hypothèse que les dimensions du milieu en question sont suffisamment grandes pour que les bords autres que le plan {\displaystyle z=0} n'aient aucune incidence pratique sur le phénomène étudié (ou du moins, dans l'intervalle de temps considéré).

## Exemple de problèmes classiques utilisant cette notion
- La réflexion, la réfraction, L'extinction d'un rayonnement sont étudiés dans ce cadre[1].
- Le problème de Milne s'intéressant au transfert radiatif de chaleur[2].
- Les ondes acoustiques de surface se propagent à proximité du plan {\displaystyle z=0} dans un milieu solide semi-infini[3].
- En modélisation numérique, une couche absorbante parfaitement adaptée permet d'éviter toute retour des ondes émises dans une direction, imitant le comportement d'un milieu semi-infini (la zone maillée restant forcément finie)[4].